# Juan Manuel Mata
Juan Manuel Mata García (født 28. april 1988 i Burgos, Spanien) er en spansk fodboldspiller, der senest har spillet på den offensive midtbane hos Premier League-klubben Manchester United. 
Som dreng startede han med at spille fodbold i klubbben Real Oviedo, hvor hans far havde tilbragt størstedelen af sin karriere. Som 15-årig skiftede han til et af Real Madrid's mange ungdomshold, " Cadete A". Efter kort tid rykkede han frem gennem rækkerne så han gik fra Cadete A til Juvenil C for til sidst at repræsenterer Juvenil A. På Juvenil A fik Mata sit gennembrud og bl.a. 2005-06 sæsonen indeholdt masser af succes for unge Mata. Således blev det til 18 mål i Juvenil-ligaen. (Den bedste spanske ungdomsrækken, som svarer til ynglingeligaen i Danmark).
Ydermere blev det til 3 mål i den såkaldte "Copa de Campeones"-turnering samt yderligere 3 i den spanske "Juvenil Cup". Fra sommeren 2006 fik han så chancen på Real Madrid's Castilla-hold.
Men da Mata ikke fik chancen på førsteholdet i Real Madrid valgte han i marts 2007 at skrive kontrakt med Valencia CF gældende fra sommeren 2007. I Valencia var han med til at vinde den spanske pokalturnering, Copa del Rey, i 2008. Han spillede i klubben frem til sommeren 2011, hvor han skiftede til engelske Chelsea F.C.
I Londonklubben Chelsea fik han stor succes, og allerede i hans debutsæson (2011-12) blev han kåret til årets spiller i klubben. I den sæson vandt holdet den engelske FA Cup og den prestigefulde Champions League-turnering. I 2012-13-sæsonen var han med til at vinde Europa League og blev endnu engang kåret til årets spiller. Hans tredje sæson (2013-14) for Chelsea bød dog på mindre spilletid til spanieren i forbindelse med den portugisiske træner, José Mourinhos tilbagevenden til klubben. På trods af hans vigtige rolle på holdet de to foregående sæsoner, blev andre spillere foretrukket, da Mata angiveligt ikke passede ind i Mourinhos planer for holdet. 
Efter et halvt år med sparsom spilletid valgte han at skifte til Manchester United F.C. i januar-transfervinduet 2014, hvilket gjorde ham til Manchester-klubbens daværende dyreste indkøb nogensinde.

[kilde mangler]
Den 21. juli 2024 blev det offentliggjort, at Juan Mata træner med i FC Nordsjælland.

## Landsholdskarriere
Mata står (pr. 15. oktober 2013) noteret for 32 kampe og ni scoringer for Spaniens landshold, som han debuterede for den 28. marts 2009 i et opgør mod Tyrkiet. Efterfølgende blev han af landstræner Vicente del Bosque udtaget til Confederations Cup 2009 og senere også til VM i 2010 i Sydafrika, hvor spanierne tog titlen.

## Titler
Copa del Rey
- 2008 med Valencia CF

VM
- 2010 med Spanien

FA Cup
- 2011-2012 med Chelsea F.C.

Champions League
- 2011-2012 med Chelsea F.C.